# Palasport di Genova
Palasport di Genova – włoska hala widowiskowo-sportowa położona w Genui. Może pomieścić 10 000 widzów. Jest wykorzystywana zarówno do wydarzeń sportowych, jak i koncertów. W 1992 roku odbyły się Halowe Mistrzostwa Europy w Lekkoatletyce.